# Nixon Perea
Nixon Perea est un footballeur colombien né le 15 août 1973. Il évolue au poste de milieu de terrain.

## Biographie
Nixon Perea participe à la Coupe du monde des moins de 20 ans 1993 avec la Colombie. Lors de cette compétition organisée en Australie, il joue trois matchs. Avec un bilan d'une victoire et deux défaites, la Colombie ne dépasse pas le premier tour du tournoi.
Avec le club de l'Atlético Nacional, il dispute les quarts de finale de la Copa Libertadores en 1995, face à l'équipe colombienne de Millonarios.
Lors de la saison 1999, il dispute 24 matchs en deuxième division japonaise, inscrivant trois buts. Il marque à cet effet contre le Kawasaki Frontale, le Ventforet Kōfu, et enfin l'Omiya Ardija.

## Palmarès
- Champion de Colombie en 1994 avec l'Atlético Nacional